# فرنسيس بروف
فرنسيس بروف (بالفرنسية: Fanny Brough)‏ هي ممثلة فرنسية، ولدت في 7 يوليو 1852 في باريس في فرنسا، وتوفيت في 30 نوفمبر 1914 في لندن في المملكة المتحدة.